# Eyvind Johnson
Eyvind Olov Verner Johnson (* 29. Juli 1900 in Svartbjörnsbyn außerhalb von Boden, Schweden; † 25. August 1976 in Stockholm) war ein schwedischer Schriftsteller und Nobelpreisträger von 1974.

## Leben und Werk
Eyvind Johnson war das sechste und jüngste Kind der Familie. Sein Vater Olof Petter Johnson war ein Steinmetz aus Värmland, seine Mutter kam ursprünglich aus Blekinge. 1904 starb sein Vater und aufgrund finanzieller Schwierigkeiten musste der kleine Eyvind zu seiner Tante und ihrem Mann ziehen.
Bereits mit 13 arbeitete er in einem Steinbruch, einer Ziegelei und einer Sägemühle; 1919 ließ er sich in Stockholm nieder, wo er journalistisch tätig wurde. In den zwanziger Jahren lebte er in Berlin und Paris, wo er sich meist als Tellerwäscher seinen Lebensunterhalt verdiente. Sein Erstlingswerk De fyra främlingarna, eine Kurzgeschichtensammlung, erschien 1924. Es folgten bald eine Reihe von Romanen.
Mit anderen jungen Schriftstellern hatte er die Zeitschrift Vår nutid gegründet. Außerdem veröffentlichte er noch Artikel für andere, linksgerichtete Zeitschriften (Brand; Syndikalisten; Arbetaren). Er kehrte mit seiner ersten Frau, Aase Christofersen, 1930 zurück nach Schweden. In Schweden trat Johnson der Gruppe Tretton bei. Diese Gruppe hatte sich auf politische Probleme der Zeit fokussiert (Erster Weltkrieg). In seinem Werk Den trygga världen wird seine kritische Sicht auf den Ersten Weltkrieg geschildert.
Er schaffte seinen literarischen Durchbruch mit der Tetralogie Romanen om Olof (1934–37). Alle vier Romane (Nu var det 1914; Här har du ditt liv!; Se dig om!; Slutspel i Ungdomen) beinhalten autobiografische Elemente, wie zum Beispiel den Tod des Vaters und die verschiedenen Arbeiten. Hauptsächlich handeln die Werke von einem armen Jungen, der mit 14 sein Heim verlässt, um eine Arbeit zu finden und seinen Platz in der Welt zu finden. Die Hauptfigur Olof verändert sich mit der Zeit. Aus einem Kleinkind wird am Ende der Tetralogie ein intellektueller Mann.
Gemeinsam mit seiner Ehefrau Cilla Frankenhäuser übersetzte er Werke von Albert Camus, Anatole France, Jean-Paul Sartre und Eugène Ionesco. Während des Zweiten Weltkrieges gründete er mit Willy Brandt die norwegische Untergrundzeitung Håndslag. In der Nachkriegszeit verurteilte er scharf den Kommunismus. 1957 wurde er Mitglied der schwedischen Akademie.
Peter Keckeis vom Verlagshaus Benziger ebnete ihm und anderen skandinavischen Autoren wie Per Olof Sundman oder Dea Trier Mørch den Weg zum deutschsprachigen Leser.
Zu seinen bedeutendsten Werken gehört die Romantrilogie Grupp Krilon (1941), Krilons resa (1942) und Krilon själv (1943), in der er Stockholm während des Zweiten Weltkriegs schildert und für die westlichen Werte und gegen Faschismus und Kommunismus Stellung bezieht. Der Roman Drömmar om rosor och eld handelt von Hexenverfolgungen in Frankreich.
1962 war Eyvind Johnson der erste Autor, der mit dem Literaturpreis des Nordischen Rates geehrt wurde (für Hans Nådes Tid). 1974 erhielt er zusammen mit Harry Martinson den Nobelpreis. Als Mitglied der schwedischen Akademie urteilte der Schriftsteller Karl Ragnar Gierow über die beiden Preisträger: „They are representative of the many proletarian writers or working-class poets who, on a wide front, broke into our literature, not to ravage and plunder, but to enrich it with their fortunes.“
Den Nobelpreis, den er sich mit Harry Martinson teilte, erhielt er für seine „narrative Kunst, die, weit über Länder und Zeitalter blickend, der Freiheit dient“.

## Werke (Auswahl)
Erzählungen
- De fyra främlingarna, 1924.
- Die Nacht ist hier. Erzählungen („Natten är här“, 1932). Reclam, Leipzig 1985.
- Winterreise. Erzählung („Vinterresa i Norrbotten“, 1954). Hinstorff, Rostock 1968.
- Zeit der Unruhe. Erzählungen. Rowohlt, Reinbek 1974, ISBN 3-499-11871-8.

Reisebuch
- Notizen aus der Schweiz („Dagbok från Schweiz“, 1949). Huber Verlag, Fraunfeld 1976, ISBN 3-7193-0530-9.

Romane
- Stad i ljus, 1928 (die französische Übersetzung Lettre recommandée schon 1927).
- Nu var det 1914 („Romanen om Olof I“), 1934.
- Här har du ditt liv! („Romanen om Olof II“), 1935.
- Se dig inte om! („Romanen om Olof III“), 1936.
- Slutspel i ungdomen („Romanen om Olof IV“), 1937.
- Hier hast Du Dein Leben! Roman (= „Romanen om Olof I - IV“, 1935). Ressloff Verlag, Hamburg 1951.
- Die Heimkehr des Odysseus. Roman („Strändernas svall“, 1946). Propyläen-Verlag, Berlin 1971, ISBN 3-549-06216-8.
- Träume von Rosen und Feuer. Roman („Drömmar om rosor och eld“, 1949). Hinstorff Verlag, Rostock 1965.
- Fort mit der Sonne. Roman („Lägg undan solen“, 1951). Claassen, Hamburg 1951.
- Wolken über Metapont. Roman („Molnen över Metapontion“, 1957). Ullstein, Frankfurt/M. 1974, ISBN 3-548-03124-2.
- Eine große Zeit („Hans nådes tid“, 1960). Propyläen-Verlag, Berlin 1968.
- Favel ensam, 1968.
- Reise ins Schweigen. Ein Roman über Gefangene („Några steg mot tystnaden“, 1973). Ullstein, Frankfurt/M. 1975, ISBN 3-550-06250-8.

## Verfilmungen
- Jan Troell (Regie): Hier hast du dein Leben („Här har du ditt liv“). 1966.